# مسجد بومنيجل
مسجد بومنيجل هو مسجد من مساجد مدينة تونس، يقع شمال مدينة تونس بربض باب سويقة.

## الموقع
يقع بنهج النفافتة عدد16.

## التّسمية
حسب المؤرّخ محمد الحبيب بلخوجة استمدّ المسجد تسميته من اسم الوليّ الصّالح سيدي بومنيجل أو من اسم الطير الأبابيل المذكور في القرآن والذي يُطلق عليه اسم يومنيجل.